# ドミノ (山崎まさよしのアルバム)
『ドミノ』は、山崎まさよし通算3枚目のオリジナル・アルバム。1998年12月23日発売。発売元はポリドール・レコード。発売日は山崎の27回目の誕生日。 

## 解説
- 初めて主演した、読売テレビ系のテレビドラマ『奇跡の人』[1]の撮影で忙しい中レコーディングされたというアルバム。そのドラマ 『奇跡の人』の主題歌となった「僕はここにいる」がアルバム・ミックスで収録されている（本楽曲が初のテレビドラマ主題歌）。
- 他の既発売のシングル曲もすべて、アルバム・ミックスで収録（下記「#収録曲」参照）。 バラード・ナンバーからスピード・ロックまで、幅広い楽曲が収録されている。
- 初回プレス盤はCDのプラスチックケースがオレンジ色。さらに、緑色の特殊スリーブ・ケースに収められた。
- 購入特典として、店舗によっては店頭で複数枚組のポストカードが付加される場合もあった。
- アルバム発売後には、連動したコンサート・ツアー「YAMAZAKI MASAYOSHI TOUR 1998-1999 DOMINO ROUND」が開催された。最終公演・神奈川県民ホールでの模様はVHS（限定生産盤はフィギュア付）で1999年7月14日に発売されたほか、DVD化もされており、DVDは期間限定で何度か低価格発売されている。
- CDジャケットは、ファンクラブ会員が選ぶ「好きなジャケット写真～アルバム篇」の第4位に選ばれた[2]。なお、1999年5月14日にアナログ盤が限定発売されたほか、2007年12月19日にもボックス仕様で再びアナログ盤がリリースされている。

## 収録曲
| 全作詞・作曲: 山崎将義。 |                                       |           |            |                                                                     |      |
| #                        | タイトル                              | 作詞      | 作曲・編曲 | 編曲                                                                | 時間 |
| 1.                       | 「僕はここにいる -Album Mix-」        | 山崎将義  | 山崎将義   | 山崎将義・中村キタロー / ストリングスアレンジ: 中村キタロー・森英治 | 4:21 |
| 2.                       | 「ペンギン」                          | 山崎将義  | 山崎将義   | 山崎将義・中村キタロー・山木秀夫                                    | 4:02 |
| 3.                       | 「Me & My Mind」                      | 山崎将義  | 山崎将義   | 山崎将義・中村キタロー・山木秀夫 / ブラスアレンジ: 村田陽一         | 4:11 |
| 4.                       | 「ガムシャラ バタフライ -Album Mix-」 | 山崎将義  | 山崎将義   | 山崎将義・中村キタロー                                              | 2:49 |
| 5.                       | 「僕と君の最小公倍数」                | 山崎将義  | 山崎将義   | 朝本浩文                                                            | 5:42 |
| 6.                       | 「琥珀色の向い風」                    | 山崎将義  | 山崎将義   | 山崎将義・中村キタロー・山木秀夫                                    | 4:21 |
| 7.                       | 「苦悩のマタニティー」                | 山崎将義  | 山崎将義   | 山崎将義                                                            | 4:37 |
| 8.                       | 「水のない水槽 -Album Mix-」          | 山崎将義  | 山崎将義   | 山崎将義・中村キタロー / ストリングスアレンジ: 服部隆之             | 4:08 |
| 9.                       | 「ドミノ」                            | 山崎将義  | 山崎将義   | 山崎将義・中村キタロー・山木秀夫                                    | 4:36 |
| 10.                      | 「ソノラマ」                          | 山崎将義  | 山崎将義   | 山崎将義・中村キタロー・山木秀夫                                    | 3:14 |
| 11.                      | 「月曜日の朝」                        | 山崎将義  | 山崎将義   | 山崎将義・中村キタロー・山木秀夫                                    | 4:51 |
| 合計時間:                | 合計時間:                             | 合計時間: | 46:52      |                                                                     |      |

### 楽曲解説
1. 僕はここにいる -Album Mix-
  - 8thシングルのリミックスバージョン。読売テレビ・日本テレビ系『奇跡の人』主題歌。9thシングル「Passage（マキシ盤）」C/W曲としても採用されている。
2. ペンギン
3. Me & My Mind
4. ガムシャラ バタフライ -Album Mix-
  - 6thシングル「振り向かない/ガムシャラ バタフライ」の両A面の一つ。
  - 日産自動車 「パルサー」 コマーシャルソング。
5. 僕と君の最小公倍数
6. 琥珀色の向い風
  - 本作については、山崎がスタジオジブリ映画『となりのトトロ』に出てくるような風景を歌った、と冗談交じりにコメントしたことがある。
7. 苦悩のマタニティー
  - コミカルとシリアスが入り混じったナンバー。
8. 水のない水槽 -Album Mix-
  - 7thシングルのリミックスバージョン。TBS系『COUNT DOWN TV』オープニング・テーマに採用された。
9. ドミノ
  - NHK「ポップジャム」エンディングテーマ曲。
10. ソノラマ
  - 曲名の由来になった「朝日ソノラマ」[3]に関する注釈が歌詞カードに記載されている。
  - 本人曰く、「元々はこれをアルバムのタイトルにしようと思っていた」という。
11. 月曜日の朝

## 演奏
- 山崎まさよし
  - Vocal
  - Acoustic Guitar (#1-6.8.9.10.11)
  - Electric Guitar (#6.7.8.11)
  - Bass, Drums (#7)
  - Violin (#2)
  - Kazoo (#3)
  - Blues Harp (#4.10.11)
  - Programming (#9)
- 中村キタロー
  - Bass (#1.2.3.8.9.10.11)
  - Electric Guitar (#4)
  - Percussion (#3.6)
  - Piano (#6)
  - Programming (#1.2.4.6.8.9.11)
- 山木秀夫
  - Drums (#2.3.6.9.10.11)
  - Tambourine (#1)
- 後藤勇一郎ストリングス：Strings (#1)
- Dr.Kyon：Organ (#2.11)
- 江川ゲンタ：Percussion (#2.5)
- 村田陽一：Trombone (#3)
- 原朋直：Trumpet (#3)
- 谷口英治：Clarinet (#3)
- 樋口健：2nd Kazoo (#3)
- 朝本浩文：Organ (#4)
- 名越由貴夫：Electric Guitar (#5)
- 沖山優司：Bass (#5)
- 池畑潤二：Drums (#5)
- 岡田エリグループ：Strings (#8)

## 関連作品
- BLUE PERIOD - ベスト・アルバム。「僕はここにいる」「ガムシャラ バタフライ」「水のない水槽」収録。
- ONE KNIGHT STANDS - ライブ・アルバム。「僕はここにいる」「水のない水槽」収録。初回盤には「ドミノ」も収録。
- Transit Time - ライブ・アルバム。「僕はここにいる」「ガムシャラ バタフライ」「琥珀色の向かい風」「水のない水槽」収録。
- WITH STRINGS - ライブ・アルバム。「僕はここにいる」「僕と君の最小公倍数」「水のない水槽」収録。